# Yuggoth
Yuggoth est le nom donné par l’écrivain américain H. P. Lovecraft à la planète Pluton dans une nouvelle écrite en 1930, année au cours de laquelle cette planète fut découverte. Ce lointain corps céleste est également évoqué par le même auteur dans un recueil de poésie intitulé Fungi de Yuggoth.

## Description
Selon Lovecraft, Yuggoth se présente sous la forme d’un monde ténébreux de jardins fongoïdes et de cités sans fenêtres. Au cœur de ces puissantes cités, où coulent des rivières de poix, se dressent d’immenses tours de pierre noire. Dans le ciel de Yuggoth, le soleil n'est qu’une étoile parmi d'autres mais les habitants n’en ont cure : ils n’ont pas besoin de lumière. Et c’est sans doute dans l’obscurité que l’on extrait des mines de Yuggoth un métal inconnu, aux étranges propriétés, que l'on transporte ensuite sur Terre.

## Habitants

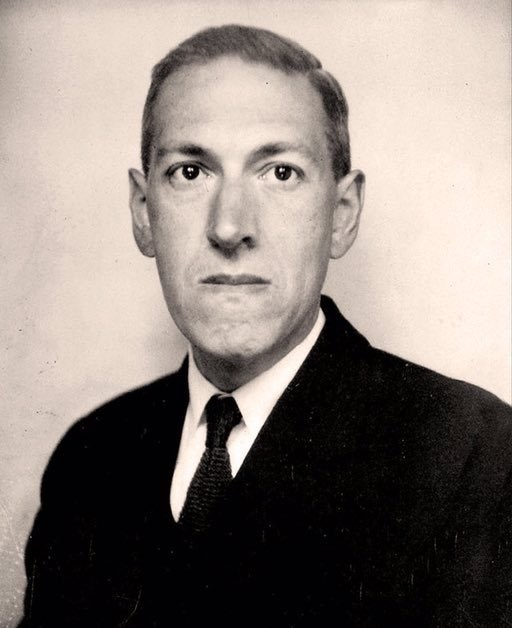
H. P. Lovecraft en 1934.

Dans l'imaginaire lovecraftien, Yuggoth est peuplé par Ceux du Dehors, qui s’y sont installés à la fin de l’époque de Cthulhu. Mais, loin de se cantonner à cet astre lointain, ils ont également élu domicile dans les entrailles de la Terre (en Nouvelle-Angleterre, notamment), y créant ce qui ressemble fort à des avant-postes. Certains humains, souvent pour leur malheur, ont eu l’occasion de les apercevoir.
Dans Celui qui chuchotait dans les ténèbres, H. P. Lovecraft en donne la description suivante : Ce sont des créatures rosâtres d’environ cinq pieds de long ; leur corps crustacéen porte une paire de vastes nageoires dorsales ou d’ailes membraneuses, et plusieurs groupes de membres articulés ; une espèce d’ellipsoïde couvert d’une multitude de courtes antennes leur tient lieu de tête.
Les intentions de Ceux du Dehors à l’égard de l’espèce humaine sont incertaines mais la menace est latente. Cette découverte d’une neuvième planète, à la lisière du système solaire, est-elle d’ailleurs tout à fait fortuite ? Lovecraft ironise sur le nom que les astronomes ont cru devoir lui donner : Pluton, du nom du dieu romain des Enfers...

## À la rencontre de Pluton

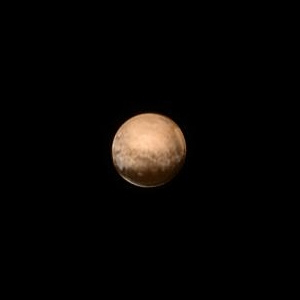
Pluton vue par New Horizons le 8 juillet 2015 à une distance de 6 millions de kilomètres.

Le 14 juillet 2015, la sonde américaine New Horizons a survolé la planète naine Pluton à 12 500 km de distance. Les observations réalisées à cette occasion permettront la réalisation d’une carte de l’astre. Le grand public était invité par la NASA à participer au choix des noms donnés aux reliefs de la planète. Le nom de Yuggoth figure en bonne place parmi les propositions des contributeurs.